# 1995년 일본 자유민주당 총재 선거
1995년 자유민주당 총재 선거(일본어: 1995年自由民主党総裁選挙)는 1995년 9월 22일에 실시된 자유민주당 총재를 선출하기 위한 선거다.

## 과정
자유민주당이 창당 이래 처음으로 야당으로 전락한 이래 치러진 직전 선거에서 고노 요헤이가 총재로 당선되었다. 이후 비자민·비공산 연립 정권이 붕괴하고 일본사회당과 손을 잡아 자민당은 여당으로 복귀했지만 사회당 위원장 무라야마 도미이치에게 총리대신 자리를 양보했기에 고노는 원내1당 총재였음에도 부총리 겸 외무상 자리에 머물렀다. 하지만 무라야마가 총리대신 자리를 자민당 총재에게 양보할 뜻을 비치면서 곧 다가올 자민당 총재 선거에 세간의 이목이 집중되었다.
자민당의 최대 파벌이던 헤이세이 연구회는 통산상 하시모토 류타로 옹립을 결정했다. 굉지회 소속이던 고노도 재선을 성공해 차기 총리대신 자리를 노렸지만 굉지회의 유력자인 가토 고이치가 고노 지지를 거부하는 일이 발생했다. 고노는 가토를 찾아가 자신에 대한 지지를 호소했지만 가토는 세대 교체를 명분으로 고노가 아니라 하시모토 지지를 선언했다. 결국 고노는 추천인도 제대로 모으지 못해 출마조차 하지 못했다.
하시모토의 당선이 유력시되던 상황 속에서 21세기를 생각하는 모임·신정책연구회는 총재가 무투표 당선되는 것을 막고 파벌의 결속력을 다지기 위해 고이즈미 준이치로가 대표로 입후보했다. 결과는 하시모토의 압승으로 끝났다.
이후 무라야마가 1996년 1월에 퇴진하면서 제1차 하시모토 내각이 수립됐다.

## 후보자
| 하시모토 류타로                                                          | 고이즈미 준이치로                                      |
|                                                                          |                                                        |
| 중의원 의원(11선, 오카야마현 제2구) 통상산업대신(1994-현직) 간사장(1989) | 중의원 의원(8선, 가나가와현 제2구) 우정대신(1992-1993) |
| 헤이세이 연구회(오부치파)                                                | 21세기를 생각하는 모임·신정책연구회(미쓰즈카파)        |
| 도쿄부                                                                   | 가나가와현                                             |

## 결과
| 후보자            | 득표수 |
| ----------------- | ------ |
| 하시모토 류타로   | 304표  |
| 고이즈미 준이치로 | 87표   |